# Evropská svobodná aliance
Evropská svobodná aliance (anglicky European Free Alliance (ve zkratce EFA), francouzsky Alliance Libre Européenne) je evropská politická strana. Skládá se z politických stran, které působí v různých členských státech Evropské unie a jejichž programovým cílem je nezávislost, autonomie, nebo jiná forma samosprávy určitého regionu nebo určité skupiny obyvatelstva. Jejími členy jsou progresivistické politické strany.
V Evropském parlamentu Evropská svobodná aliance působí jako součást skupiny Zelení / Evropská svobodná aliance.

## Cíle
Evropská svobodná aliance se vnímá jako aliance nestátních národů, jež usilují o nezávislost nebo autonomii. Podporuje evropskou integraci na základě principů subsidiarity. Směřuje k vytvoření tzv. „Evropy regionů“. Chce podporovat jazykovou a kulturní diverzitu Evropské unie. Stojí na levé straně politického spektra. Zdůrazňuje ochranu lidských práv, udržitelný rozvoj a sociální spravedlnost. Zavazuje se bojovat proti rasismu, antisemitismu, diskriminaci a xenofobii. Požaduje plná občanská práva pro přistěhovalce do Evropské unie, včetně volebního práva.

## Členské strany
Z České republiky je členem Evropské svobodné aliance pouze regionalistické Moravské zemské hnutí, které bylo za člena přijato na Valném shromáždění v Bruselu 8. 3. 2019. Usiluje o obnovu moravské samosprávy v rámci ČR a EU.

### Členové
| Stát(y)             | Strana                                              | Region/skupina obyvatel                  | Poslanci Evropského parlamentu        |
| ------------------- | --------------------------------------------------- | ---------------------------------------- | ------------------------------------- |
| Belgie              | Partei der deutschsprachigen Belgier                | Německojazyční Belgičané                 | 0                                     |
| Belgie              | Sociaal Liberale Partij                             | Vlámsko                                  | 0                                     |
| Bulharsko           | Spojená makedonská organizace: Ilinden-Pirin        | bulharští Makedonci (Pirinská Makedonie) | 0                                     |
| Česko               | Moravské zemské hnutí                               | Morava                                   | 0                                     |
| Finsko              | Ålands Framtid                                      | Alandy                                   | 0                                     |
| Francie             | Ligue Savoisienne                                   | Savojsko                                 | 0                                     |
| Francie             | Mouvement Région Savoie                             | Savojsko                                 | 0                                     |
| Francie             | Partit Occitan                                      | Okcitánie                                | 0                                     |
| Francie             | Partitu di a Nazione Corsa                          | Korsika                                  | 0                                     |
| Francie             | Unvaniezh Demokratel Breizh                         | Bretaň                                   | 0                                     |
| Francie             | Elsässische Volksunion                              | Alsasko                                  | 0                                     |
| Francie             | Unitat Catalana                                     | Severní Katalánsko                       | 0                                     |
| Itálie              | Alleanza Libera Emiliana - Libertà Emiliana         | Emilia                                   | 0                                     |
| Itálie              | Liga Veneta Repubblica                              | Benátsko                                 | 0                                     |
| Itálie              | Partito Sardo d'Azione                              | Sardinie                                 | 0                                     |
| Itálie              | Slovinská unie                                      | italští Slovinci                         | 0                                     |
| Litva               | Polska Partia Ludowa                                | litevští Poláci                          | 0                                     |
| Německo             | Bayernpartei                                        | Bavorsko                                 | 0                                     |
| Nizozemsko          | Frysk Nasjonale Partij                              | Frísko                                   | 0                                     |
| Polsko              | Hnutí autonomie Slezska                             | Slezsko (Horní)                          | 0                                     |
| Rakousko            | Enotna lista                                        | Korutanští Slovinci                      | 0                                     |
| Řecko               | Vinožito                                            | řečtí Makedonci (řecká Makedonie)        | 0                                     |
| Spojené království  | Mebyon Kernow                                       | Cornwall                                 | –                                     |
| Spojené království  | Plaid Cymru                                         | Wales                                    | –                                     |
| Spojené království  | Skotská národní strana                              | Skotsko                                  | –                                     |
| Španělsko           | Bloque Nacionalista Galego                          | Galicie                                  | 0                                     |
| Španělsko           | Chunta Aragonesista                                 | Aragonie                                 | 0                                     |
| Španělsko           | Partit Socialista de Mallorca - Entesa Nacionalista | Baleárské ostrovy                        | 0                                     |
| Španělsko / Francie | Esquerra Republicana de Catalunya                   | Katalánsko                               | 0                                     |
| Španělsko / Francie | Eusko Alkartasuna                                   | Baskicko                                 | 1 (Mikel Irujo, zvolený ve Španělsku) |
| Španělsko           | Partido Andalucista                                 | Andalusie                                | 0                                     |

V podskupině Evropské svobodné aliance působí jako jednotlivci též poslanci Taťjana Arkaďjevna Ždanok z Lotyšska a László Tőkés z Rumunska.

### Členové v postavení pozorovatele
| Stát       | Strana                            | Region/skupina obyvatel            | Rok vzniku členství |
| ---------- | --------------------------------- | ---------------------------------- | ------------------- |
| Chorvatsko | Lista za Rijeku - Lista per Fiume | Rijeka                             | 2009                |
| Itálie     | Süd-Tiroler Freiheit              | Jižní Tyrolsko                     | 2008                |
| Itálie     | Renouveau Valdôtain               | Valle d'Aosta                      | 2008                |
| Itálie     | Hnutí za nezávislost Sicílie      | Sicílie                            | 2009                |
| Lotyšsko   | Latvijas Krievu savienība         | Latgalci a Ruské menšiny v Pobaltí | 2010                |
| Německo    | Jihošlesvický svaz voličů         | šlesvičtí Dánové a Frísové         | 2008                |
| Německo    | Frísové                           | dolnosaští Frísové                 | 2008                |
| Německo    | Serbska Ludowa Strona             | Lužičtí Srbové                     | 2008                |